# Шахр Банк
Шахр Банк — это один из частных банков в Иран, который официально начал свою деятельность 9 февраля 2009 года. Ранее этот банк предоставлял финансовые услуги под названиями «Кооператив Хонарваран Шахр» и «Кооператив Кредит Шахр».
Шахр Банк был основан Муниципалитет Тегерана, и его акции в основном принадлежат муниципалитетам различных городов и крупных городских районов, муниципальным служащим и части иранской общественности.
В 2014 году банк зафиксировал наибольший рост ресурсов среди частных банков. У банка есть филиалы во многих городах Ирана.

## История
Кредитно-финансовое учреждение Шахр Банк было основано с разрешения Центрального банка и с акциями, принадлежащими муниципалитетам Тегерана и других иранских крупных городов. Официальную деятельность банк начал 9 февраля 2009 года с начальным капиталом в 1,5 триллиона иранских риалов.
Основной мотивацией для создания этого банка было удовлетворение потребности муниципалитетов в крупномасштабном финансировании, ликвидности и капитале для покрытия затрат на развитие городов с целью достижения самодостаточности в городском управлении.
После интенсивных усилий со стороны высшего руководства муниципалитета Тегерана и других крупных городов, а также увеличения капитала акционерами до 2 триллионов риалов, Центральный банк в координации с Высшим советом денег и кредита утвердил регистрацию Шахр Банк 8 февраля 2010 года. Банк официально открылся 8 марта 2010 года.
Через два года после своего основания акционеры увеличили капитал банка до 4 триллионов риалов для обеспечения необходимой ликвидности. Эта сумма оставалась неизменной до 2013 года, когда капитал был увеличен до 7,9 триллиона риалов в июле. К декабрю 2015 года он составил 15,573 триллиона риалов.

## Акционеры

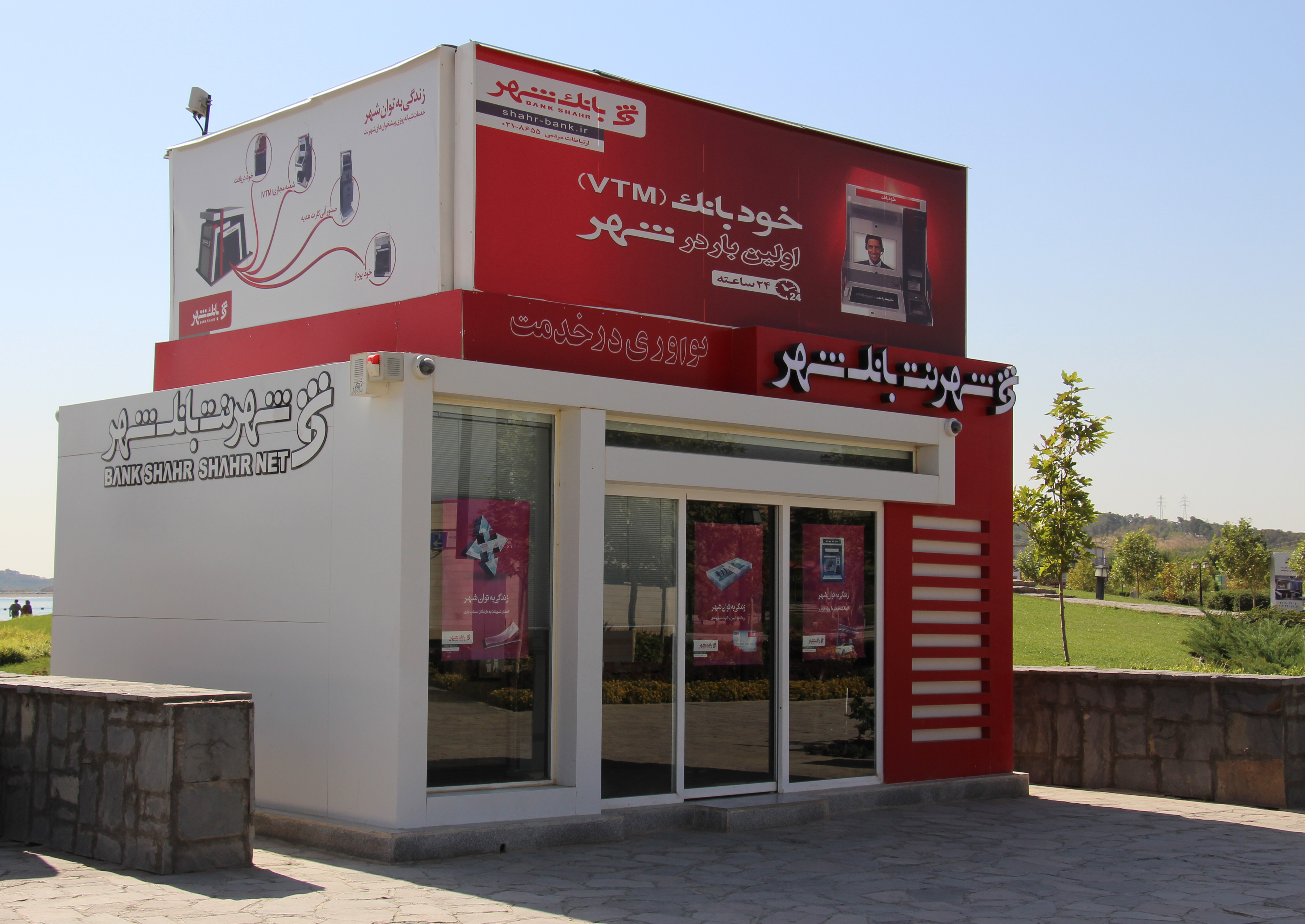
Киоски Шахр Банк в общественных местах

Согласно отчетам, опубликованным банком, примерно 30 % акций Шахр Банк торгуются на публичном рынке. Часть акций принадлежит сотрудникам дочерних предприятий муниципалитета Тегерана, сотрудникам муниципальных организаций других крупных городов и частным лицам. Основные акционеры Шахр Банк приведены ниже:
- Муниципалитет Тегерана
- Муниципалитет Шираза
- Кооперативное производственное и распределительное общество для сотрудников муниципалитета Тегерана
- Муниципалитет Исфахана
- Резервный фонд сотрудников муниципалитета Тегерана
- Муниципалитет Казвина
- Муниципалитет Машада
- Муниципалитет Гома
- Муниципалитет Караджи
- Муниципалитет Ахваза
- Муниципалитет Табриза

## Дочерние компании
Шахр Банк имеет четыре дочерние компании: финансово-экономическую холдинговую компанию с восьмью субкомпаниями, холдинговую компанию в сфере информационных технологий с тремя дочерними компаниями, холдинговую компанию в области промышленности, горнодобывающей и энергетической отрасли с двумя субкомпаниями, а также четыре независимые компании в своей структуре.

### Холдинг строительства и городского развития
- Компания «Джахан Хаузинг энд Констракшн»
- Компания «Пейдар Сити Билдинг энд Констракшн»
- Компания «Киш Атиех Трейд Хаузинг энд Урбан Девелопмент»
- Компания «Тегеран Сити Реновейшн»

### Финансово-экономический холдинг
- Инвестиционная компания «Шахр Атиех»
- Брокерская компания «Шахр»
- Компания «Тамадон Капитал Девелопмент»
- Компания по развитию туризма «ШахрАийн»
- Лизинговая компания «Шахр»
- Финансовая группа «Шахр»
- Страховая компания «Шахр»

### Холдинг информационных технологий
- Компания «Шахр Девелопмент энд Инновация»
- Компания «Шахр Интеллиджент Стратеджи»
- Компания по технологиям безопасных сетей (Фаш)

### Холдинг промышленности, горнодобывающей и энергетической отрасли
- Группа по промышленному и горнодобывающему развитию «Шахр»
- Компания «Джахан Эконоими энд Фьючер Инвестмент»

## Структура

### Совет директоров
Совет директоров Шахр Банк состоит из семи членов: Сейед Мохаммад Мехди Ахмади (генеральный директор и член совета), Барата Карими (председатель), Джавада Аттарана (член совета), Хесама Хабиболлы (член совета), Резы Ярифарда (член совета), Мехди Мирза Мохаммади (член совета) и Вахида Мохаммадреза Хани (член совета).

## Стандартизация
Банк Шахр, учитывая требования международных стандартов системы управления качеством на основе ISO 9001, системы управления жалобами клиентов на основе ISO 10002, системы экологического управления на основе ISO 14001 и системы управления обучением на основе ISO 10015, установил достижение стратегических целей этих стандартов как свою основную цель.

## Социальная ответственность
Банк внес вклад в завершение городских проектов в Тегеране, таких как шоссе Имам Али, подвесной мост Садр, тоннель Нияйеш и развитие железных дорог в мегаполисах, включая линии 6 и 7 Тегеранского метрополитена, все из которых были завершены с поддержкой банка. Кроме того, банк предоставил банковские услуги для иранских паломников в Ираке и на Тегеранской международной книжной ярмарке, а также в 29 провинциях Ирана, а также выпустил виртуальные ваучерные карты для использования в Midan-Near Communications — все эти действия считаются значительными социальными услугами, предоставленными банком. Банк Шахр также был спонсором второго Национального фестиваля мультимедийного культурного наследия в Казвин.

## Фестивали и награды
- На 8-м фестивале «Мой любимый банк» банк Шахр занял второе место среди частных и государственных банков по результатам общественного голосования.[18]
- Получил награду за наивысшую социальную ответственность в 2024 году.[19]
- Получил Золотой Трофей на 7-й Национальной конференции по социальной ответственности и организационной культуре в 2024 году.[20]
- Занял второе место среди банков, котирующихся на фондовой бирже, по капиталу.[21]